# Розе, Марко
Ма́рко Ро́зе (нем. Marco Rose; род. 11 сентября 1976[…], Лейпциг) — немецкий футболист, игравший на позиции защитника; тренер. 

## Игровая карьера
Розе начинал карьеру в академиях лейпцигского «Локомотива» и «Лейпцига», за который он дебютировал в 1995 году. В 2000 году Марко перешёл в «Ганновер 96», с которым в 2002 году вышел в Бундеслигу. В том же году Розе стал игроком клуба «Майнц 05».
В 2010 году Розе закончил профессиональную карьеру и перешёл в резервную команду «Майнца», где продолжал выходить на поле и стал ассистентом главного тренера.

## Тренерская карьера
В июне 2012 года Розе стал главным тренером лейпцигского «Локомотива». По итогам сезона 2012/13 он спас команду от вылета из Региональной лиги и покинул команду.
В июле 2013 года Розе перешёл в зальцбургский «Ред Булл», где в предстоящие годы был главным тренером юношеских команд до 16, 18 и 19 лет. С командой до 19 лет в апреле 2017 года он выиграл Юношескую лигу УЕФА. В 2015 году окончил тренерские курсы в Академии Хеннеса Вайсвайлера под руководством Франка Вормута и получил лицензию PRO.
В июне 2017 года Розе стал главным тренером первой команды «Ред Булла». В первом же сезоне Розе привёл команду к победе в чемпионате и вывел её в финал Кубка страны и полуфинал Лиги Европы. В мае 2018 года «Ред Булл» продлил с ним контракт до 2020 года. В новом сезоне развил успех команды, выиграв с ней «золотой дубль».
10 апреля 2019 года было объявлено, что с начала сезона 2019/20 Марко Розе станет главным тренером мёнхенгладбахской «Боруссии», выступающей в Бундеслиге. Вместе с ним в «Боруссию» отправились помощники Александр Циклер, Рене Марич и Патрик Айбенбергер.
Летом 2021 года Розе возглавил «Боруссию» из Дортмунда. По окончании сезона 2021/22 покинул клуб.
В сентябре 2022 года Розе возглавил «РБ Лейпциг».

## Личная жизнь
Внук бывшего игрока сборной Германии Вальтера Розе. Находится в отношениях, есть дочь.

## Достижения

### Как тренера
Командные
«Ред Булл» (Зальцбург)
- Чемпион Австрии (2): 2017/18, 2018/19
- Обладатель Кубка Австрии: 2018/19

«РБ Лейпциг» (Лейпциг)
- Обладатель Кубка Германии: 2022/23[15]
- Обладатель Суперкубка Германии: 2023

## Тренерская статистика
| Локомотив (Лейпциг)      | Германия | 1 июля 2012     | 30 июня 2013  | 30  | 9   | 9  | 12 | 030,00 |
| Ред Булл (Зальцбург)     | Австрия  | 1 июля 2017     | 30 июня 2019  | 114 | 82  | 22 | 10 | 071,93 |
| Боруссия (Мёнхенгладбах) | Германия | 1 июля 2019     | 30 июня 2021  | 88  | 41  | 19 | 28 | 046,59 |
| Боруссия (Дортмунд)      | Германия | 1 июля 2021     | 20 мая 2022   | 46  | 27  | 4  | 15 | 058,70 |
| РБ Лейпциг               | Германия | 8 сентября 2022 | 30 марта 2025 | 125 | 69  | 23 | 33 | 055,20 |
| Всего                    | Всего    | Всего           | Всего         | 403 | 228 | 77 | 98 | 056,58 |